# トルステン・ムンドリー
トルステン・ムンドリー（Torsten Mundry、香港表記:唐士庭、1971年3月12日 - ）は、ドイツを拠点とする騎手である。ドイツ出身。現在はピーター・ラウ厩舎の主戦騎手を務めている。

## 来歴
1996年、ピーター・ラウ厩舎所属馬のラヴィルコに騎乗し、ドイツ2000ギニー、ドイツダービー、オイロパ賞を制し、脚光を浴びる。その後マカオジョッキークラブで騎乗する。
2003年、香港に向かい、香港ジョッキークラブで2003年/2004年シーズンより騎乗する。2004年/2005年シーズンの序盤まで香港に滞在しドイツに帰国する。
2007年、11月に第27回ジャパンカップに出走するサデックスに騎乗するために初来日を果たし、中央競馬初騎乗を果たした。

## 主な騎乗馬
- ラヴィルコ / Lavirco（1996年 メールミュルヘンスレネン、ドイツダービー、オイロパ賞）
- フィギュアズ / Figures（2004年 チャンピオンズマイル）
- アンナモンダ / Anna Monda（2005年 ヴィットーリオ・ディ・カープア賞）
- ドナルドソン / Donaldson（2006年 ドイツ賞）
- サデックス / Saddex（2007年 ラインラントポカル）